# TPS Rumia
TPS Rumia – polski kobiecy klub siatkarski z  Rumi. Zespół istniał od 1998 roku jako Alpat Gdynia, jednak w 2003 roku został przeniesiony do Rumi. Od sezonu 2004/2005 funkcjonuje pod aktualną nazwą TPS Rumia. W sezonie 2010/2011, drużyna występowała w PlusLidze Kobiet. Po tym sezonie drużyna spadła do I ligi. Z powodu problemów finansowych klub nie otrzymał licencji na grę w I lidze w sezonie 2011/2012. Został przeniesiony do III ligi.